# 독일 영화
독일 영화는 19세기 말로 거슬러 올라간다. 독일의 영화는 영화에 주된 기술적, 예술적 기여를 해왔다.
상대적으로 지속적이고 안정적이니 정치 체계에서 발전한 다른 나라의 영화들과 달리, 독일은 20세기 동안 수많은 변화를 맞았다. 이러한 변화로 말미암아 독일의 영화는 여러 시대와 운동으로 시대를 구분할 수 있게 되었다.

## 서독 (1945~1989년)
전후(戰後) <0／815> 시리즈로서 우리에게도 친근했던 서독영화는 헬무트 코이트너 감독의 전쟁영화(유고슬라비아·오스트리아合作) 마리아 셀 주연의 <사랑과 죽음의 다리>, 그리고 베른하라트 비키의 <다리>(미수입) 그리고 O.E.핫세의 <조국을 누가 팔았는가> 등은 국제적으로 평가를 받았다. 서독은 1962년에 78편을 제작했으나 1970년에는 129편으로 늘어났다. 70년 들어와 3,468개의 영화관을 확보하고 있는 서독은 연관객수 14억 2,000만명, 인구당 평균 입장회수 연 3회를 갖고 있으나 최근에는 관객이 점차 줄고 있다. 주목을 끄는 H.코이트너 감독은 그 후 <악마의 장군>을 내놓고, 1930년대의 표현극의 영화를 비롯하여 화려했던 그 영광을 되새기며 <제복(制服)의 처녀(處女)> <회의(會議)는 춤춘다> 등의 재제작(再製作)도 성행했다. 우리나라에도 들어왔던 하우프트만 원작의 <고엽(枯葉)> (볼트강 세타우 감독)도 평판이 좋은 작품이다.